# Centre sportif Walter-Baker
Pour les articles homonymes, voir Baker.
Le Centre sportif Walter-Baker est un centre sportif situé à Barrhaven, dans la banlieue d’Ottawa en Ontario au Canada. Le centre est rattaché à l’école publique secondaire John McCrae et à la bibliothèque publique d’Ottawa Ruth E. Dickinson.
Le centre sportif organise diverses activités et offre plusieurs cours ou services sportifs organisés, ainsi que des heures d’utilisation libres pour le public général.

## Histoire
Le Centre sportif Walter-Baker a été construit dans l’ancienne ville de Nepean en 1980. Le centre sportif a remplacé le Sportsplex de Nepean pour la banlieue de Barrhaven à la suite de son ouverture.
En 1983 le centre a été nommé en l’honneur de l’ancien député Walter Baker de la circonscription Nepean-Carleton.

## Installations
Le centre comprend des piscines et arénas.

### Piscines
Le centre est muni de quatre piscines, comprenant un bassin de plongeon avec tremplins, une piscine de 25 mètres avec huit couloirs, une pataugeoire, une piscine familiale et un bain-tourbillon. La salle de piscine compte également des gradins.

### Arénas
Le Centre sportif Walter-Baker comporte deux patinoires (A et B) intérieures de taille règlementaire qui sont maintenues toute l’année.

### Autres installations
Il y a également un mur d’escalade, multiples terrains de squash, un sauna, et des salles d’entraînements avec équipement de musculation et d’exercice cardio.

## Sources
1. ↑  « Liste des activités à la carte | Ville d'Ottawa », sur ottawa.ca (consulté le 14 novembre 2018).
2. ↑  « Centre sportif Walter-Baker », sur ottawa.ca, 14 novembre 2018 (consulté le 14 novembre 2018).